# کورسیویک
کورسیویک (انگلیسی: CoreCivic) شرکت امنیتی آمریکایی است، که در سال ۱۹۸۳ تأسیس شد.